# Ковачова (Рожњава)
Ковачова (слч. Kováčová) насељено је мјесто са административним статусом сеоске општине (слч. obec) у округу Рожњава, у Кошичком крају, Словачка Република.

## Становништво
| Година:    | 1994. | 2004.    | 2014.    | 2024.   |
| ---------- | ----- | -------- | -------- | ------- |
| Број људи: | 116   | 94       | 62       | 60      |
| Разлика:   |       | -18,96 % | -34,04 % | -3,22 % |

| Година:    | 2023. | 2024.   |
| ---------- | ----- | ------- |
| Број људи: | 58    | 60      |
| Разлика:   |       | +3,44 % |

Према подацима о броју становника из 2011. године насеље је имало 72 становника.